# 佐竹義尚 (南家)
佐竹 義尚（さたけ よしひさ）は、戦国時代の武将。常陸国の大名・佐竹氏第17代当主佐竹義昭の次男。
後に佐竹南殿家の当主・佐竹義里の養子となって常陸府中城主となり、兄の補佐を務めた。正室は結城氏から迎えて嫡男佐竹義種を儲けているが、それ以前に義里の娘を娶ったとする説もある。

## 生涯
那須氏で那須資胤と大関高増による内紛が起こると、高増は資胤を廃して義尚を那須資綱として擁立しようとした。これに長兄の佐竹義重も賛同して高増を支援した為、1567年には、佐竹氏の陣代として、宇都宮氏らの援軍を合わせた約6,000騎を率いて那須領へ侵攻するも、那須勢の夜襲によって義尚自らも負傷する程の大敗を喫している。翌1568年に資胤は子の那須資晴に家督を譲って隠居し、高増がその後見人になることを認めたため、この養子縁組の話は消滅し、後に佐竹義重と那須資晴は和睦した。
なお、義尚の南家継承を那須家当主擁立の後とする見方もあるが、義里没後とみられる1564年に佐竹南家当主が存在していたことを推定させる佐竹義昭の書状の存在することから、南家継承後に那須氏の当主に擁立された可能性が高い。